# Les Heures claires
Les Heures claires est un cycle de mélodies pour voix et piano de Nadia Boulanger et Raoul Pugno composé en 1909 sur des poèmes d'Émile Verhaeren.

## Composition
Les Heures claires est conjointement composé par Nadia Boulanger et Raoul Pugno du 13 avril au 13 août 1909. Le cycle est constitué de huit mélodies composées sur des poèmes d'Émile Verhaeren extraits de Les Heures claires (Bruxelles, E. Deman, 1896), recueil dans lequel « le poète belge y célèbre l'amour qui le liait à son épouse, la peintre Marthe Massin ».
Le manuscrit autographe du cycle de mélodies est conservé à la BnF (Ms. 19673). La musicienne et musicologue Anne de Fornel relève que « certaines esquisses sont de la main de Pugno (mélodies nos  1, 3, 4, 8), tandis que d'autres mêlent l'écriture des deux compositeurs (mélodies nos  2, 5, 6, 7) ».

## Structure
Les mélodies du recueil sont :
1. « Le ciel en nuit s'est déplié » ;
2. « Avec mes sens, avec mon cœur » ;
3. « Vous m'avez dit » ;
4. « Que tes yeux clairs, tes yeux d'été » ;
5. « C'était en juin » ;
6. « Chaque heure où je songe à ta bonté » ;
7. « Roses de juin, vous les plus belles » ;
8. « S'il arrive jamais ».

## Création
Les Heures claires est créé le 30 avril 1910 à Paris, salle Pleyel, par Rose Féart et Rodolphe Plamondon (voix) et Nadia Boulanger et Raoul Pugno (piano).

## Édition
La partition est publiée par Heugel en 1910 (cotages H.&Cie. 24511 à 24517).
L'œuvre est rééditée en fac-similé de l'édition Heugel par Da Capo Press (New York, 1985).

## Commentaires
Les Heures claires est d'une durée moyenne d'exécution de vingt-trois minutes environ.
Pour le Palazzetto Bru Zane, « ce qui s'épanche là, ce sont les mille nuances de la passion que la musique suit pas à pas. En témoignent les nombreuses indications expressives qui émaillent les mélodies [...]. Le piano possède parfois ses propres indications, ce qui renforce son autonomie. Si l'harmonie se souvient par instants de Fauré et Debussy, elle affirme plus encore la singularité de Boulanger et de Pugno. Quant à la partie vocale, elle confie les sentiments à fleur de lèvres [...], mais laisse souvent le lyrisme propulser la ligne vers des sommets exaltés ».
Dans le catalogue des œuvres de Nadia Boulanger établi par la musicologue Alexandra Laederich, le cycle porte le numéro NB 33.

## Discographie
- Nadia Boulanger : Lieder und Kammermusik, Melinda Paulsen (en) (mezzo-soprano) et Angela Gassenhuber (piano), Troubadisc TRO-CD 01407, 1993[7] — premier enregistrement mondial.
- Lili & Nadia Boulanger : mélodies, Cyrille Dubois (ténor) et Tristan Raës (piano), Aparté, 2020[8].
- Les heures claires : The Complete Songs : Nadia & Lili Boulanger, Lucile Richardot (mezzo-soprano), Stéphane Degout (baryton) et Anne de Fornel (piano), Harmonia Mundi HMM 902356.58, 3 CD, 2023[9].